# Erigonops
Erigonops littoralis és una espècie d'aranya araneomorfa de la subfamília Erigoninae, dins de la família Linyphiidae. És l'únic membre del gènere monotípic Erigonops.
Fou descrit per primera vegada per N. Scharff l'any 1990,

## Distribució
Es pot trobar a Sud-àfrica.